# Hamichlol
Hamichlol (hebrejski: המכלול) cenzurirana je wiki i internetska enciklopedija za publiku ortodoksnih Židova – Haredi. Većina članaka na stranici identične su kopije (prema datumu kada su kopirani) članaka s Wikipedije na hebrejskom jeziku ili revidirane verzije članaka s Wikipedije na hebrejskom jeziku prilagođene Haredijima, dok izvorni članci trenutno predstavljaju mali udio svih članaka na stranici. Urednička zajednica stranice prvenstveno cenzurira svako spominjanje homoseksualnosti.  Mnogi drugi članci na stranici, kao što je onaj o Bogu, uređuju se i pregledavaju radi usklađivanja s talmudskim zakonom.
Godine 2014. izraelski hasidski rabin Yosef Kaminer osnovao je Institut za pismenost i ispravno znanje, koji je autor stranice te ju upravlja i održava. Wiki je pokrenuta 11. siječnja 2015. Dana 2. listopada 2020. stranica je sadržavala 279 979 članaka, tri tisuće više od Wikipedije na hebrejskom jeziku. Dana 2. listopada 2020. Alexa Internet rangira stranicu na 222. mjesto u Izraelu.

## Vanjske poveznice
- Službena stranica